# 漢城國立大學附屬醫院屠殺事件

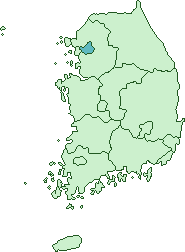
屠殺事件位置圖

漢城國立大學附屬醫院屠殺事件（：／）發生於韓戰爆發3日之後、1950年6月28日的第一次漢城戰役期間，漢城國立大學附屬醫院（现首尔大学医院）內的醫護人員、住院平民及傷兵在此事件中遭到朝鮮人民軍陸軍集體虐殺，約有700-900人遇害。在當日，進攻的朝鮮士兵，殲滅了一整個排的醫院守軍，之後醫院內的軍人、平民多人遭到射殺，甚至活埋。根據韓國國防部的統計，遇害者中約有100名是大韓民國國軍的傷兵。。

## 相關影視作品
《證言》，1974年韓國電影